# 中森孟夫
中森 孟夫（なかもり たけお、1868年11月18日（明治元年10月5日）- 1946年（昭和21年）3月3日）は、日本の教育家。

## 経歴・人物
近江の蒲生郡（現在の滋賀県日野町）に農家の子として生まれる。その後は小学校の教師となり、村の青年を集い夜学校の創立に携わった。1890年（明治23年）には泰西簿記学校の設立に携わり、後に京都高等学院等の多くの教育施設の設立にも携わる。
1902年（明治35年）には現在の京都橘学園（京都橘大学、京都橘中学校・高等学校）の前身となる京都女子手芸学校の設立にも携わり、1909年（明治42年）に辞任するまで同学校の主任を務めた。1914年（大正3年）からは一度日本を離れ、ハワイに移住しホノルル等の日本人学校にて教鞭を執った。